# Lurcher
A lurcher a Nemzetközi Kinológiai Szövetség által el nem ismert vadászkutyafajta.

## Származása és története
Eredetileg az Írországban és Nagy-Britanniában élő romák, vándorkovácsok tenyésztették ki. Nevét a roma "lur" szóból eredeztetik, melynek jelentése "tolvaj". Legjobban a rövid szőrű változatot kedvelték, az orvvadászok üregi nyulakat fogattak vele. Igazából keverékről van szó, ahol agarakat kereszteztek skót juhászkutyákkal és különböző terrierekkel.

## Külleme
Sohasem volt írásba foglalt standardja. Többféle színváltozatban fordul elő. Van rövid- és hosszú szőrű változata. A lurchernél a szépségnek nincs jelentősége, testfelépítése azonban fontos: nem lehet sem túl kicsi és finom, sem túl nagy és súlyos, hogy hatékonyan tudjon vadászni.

## Jelleme
Az emberrel igen bizalmas és kedves, úgyhogy kiváló társ válik belőle. Vérbeli vadászkutya, üldözőbe vesz, és ha lehetséges, elpusztít minden apróvadat.

## Tartása
Mivel nagy mozgásigénye van, nem való városi tartásra.